# Vicente Garibaldo
Cristóbal Vicente Garibaldo (Chepo, Panamá, 14 de marzo de 1969) es un exjugador de cuadro de béisbol que se destaca por jugar para Panamá en el Clásico Mundial de Béisbol de 2006. Apareció en dos juegos y no consiguió ningún hit en un turno al bate.

## Carrera

### Como jugador
Jugó profesionalmente de 1988 a 1990 en los Kansas City Royals, y antes de jugar profesionalmente asistió a la Lewis Martin High School en Chepo. Jugó para los Royals de la Liga de la Costa del Golfo en 1988, bateando .228 en 123 turnos al bate. Con los Appleton Foxes en 1989, bateó .214 en 388 turnos al bate. Jugó para Appleton y los Baseball City Royals en 1990, bateando .125 en 16 turnos al bate para el primero y .205 en 303 turnos al bate para el segundo. En general, bateó .211 en 830 turnos al bate profesional.

### Como Mánager
Entrenó a Panamá en los XXII Juegos Centroamericanos y del Caribe. También fue cazatalentos de los Boston Red Sox y contrató a Javy Guerra. Fue mánager de Panamá Este en la Liga de Béisbol de Panamá.

## Selección nacional
En la Copa Mundial de Béisbol de 2003, bateó .194. Jugando también para Panamá en la Copa Mundial de Béisbol de 2005, fildeó .878 con seis errores en 11 juegos, y bateó sólo .143. Jugar para Panamá en el Clásico Mundial de Béisbol de 2006.

## enlaces externos
- Esta obra contiene una traducción  derivada de «Vicente Garibaldo» de Wikipedia en inglés, publicada por sus editores bajo la Licencia de documentación libre de GNU y la Licencia Creative Commons Atribución-CompartirIgual 4.0 Internacional.
- Vicente Garibaldo en MLB
- Vicente Garibaldo en Fedebeis

- Datos: Q7925153